# David Biddle
Pour les articles homonymes, voir Biddle.

a Compétitions nationales et continentales officielles uniquement.

b Matchs officiels uniquement.
Dernière mise à jour le 7 février 2024.
David Biddle, né le 10 août 1985 à Vancouver, est un joueur de rugby à XV qui joue avec l'équipe du Canada et avec l'équipe canadienne de Meraloma, évoluant au poste de troisième ligne aile.

## Biographie
David Biddle joue en club avec le Meraloma RFC. Il obtient sa première cape internationale en 2006, à l’occasion d’un match contre l'équipe d'Écosse A. Il est retenu par Ric Suggitt dans le groupe Canadien pour disputer la Coupe du monde 2007. Il dispute trois des quatre matchs de poule contre le pays de Galles, les Fidji et l'Australie.

## Statistiques en équipe nationale
- 6 sélections
- Sélections par année :  3 en 2006, 3 en 2007
- En Coupe du monde :
  - 2007 : 3 sélections (Galles, Fidji, Australie)